# Felice Calcaterra
Felice Calcaterra (Cuggiono, 1º luglio 1929 – Inveruno, 9 gennaio 2015) è stato un politico italiano.